# Esqui alpino nos Jogos Paralímpicos de Inverno de 2014 - Super combinado masculino
A prova de super combinado masculino do esqui alpino nos Jogos Paralímpicos de Inverno de 2014 foi realizada no Centro de Esqui Alpino Rosa Khutor, na Clareira Vermelha, em 14 de março de 2014.

## Medalhistas
|        | Atletas sentados  | Atletas em pé          | Deficientes visuais                                              |
| ------ | ----------------- | ---------------------- | ---------------------------------------------------------------- |
| Ouro   | RUS Alexey Bugaev | FRA Marie Bochet       | RUS Valerii Redkozubov / Evgeny Geroev (guia)                    |
| Prata  | USA Heath Calhoun | AUT Matthias Lanzinger | USA Mark Bathum / Cade Yamamoto (guia)                           |
| Bronze | AUT Roman Rabl    | AUS Toby Kane          | ESP Gabriel Juan Gorce Yepes / Josep Arnau Ferrer Ventura (guia) |

## Resultados

### Atletas sentados
| Pos.              | Bib | Atleta                | Slalom  | Pos. | Super-G | Pos. | Total   | Diferença |
| ----------------- | --- | --------------------- | ------- | ---- | ------- | ---- | ------- | --------- |
| Medalha de ouro   | 71  | CAN Josh Dueck        | 59.93   | 5    | 1:18.27 | 1    | 2:18.20 | —         |
| Medalha de prata  | 80  | USA Heath Calhoun     | 59.66   | 4    | 1:19.43 | 4    | 2:19.09 | +0.89     |
| Medalha de bronze | 74  | AUT Roman Rabl        | 58.71   | 1    | 1:21.49 | 5    | 2:20.20 | +2.00     |
| 4                 | 84  | NZL Corey Peters      | 1:03.24 | 6    | 1:18.67 | 2    | 2:21.91 | +3.71     |
| 5                 | 67  | GER Thomas Nolte      | 59.25   | 2    | 1:22.93 | 6    | 2:22.18 | +3.98     |
| 6                 | 78  | JPN Kenji Natsume     | 1:08.76 | 8    | 1:19.28 | 3    | 2:28.04 | +9.84     |
| 7                 | 81  | JPN Akira Taniguchi   | 1:08.60 | 7    | 1:26.11 | 8    | 2:34.71 | +16.51    |
| 8                 | 88  | GBR Mick Brennan      | 1:14.85 | 9    | 1:25.89 | 7    | 2:40.74 | +22.54    |
| 9                 | 90  | NOR Thomas Jacobsen   | 1:17.16 | 10   | 1:30.93 | 9    | 2:48.09 | +29.89    |
|                   | 73  | JPN Taiki Morii       | 59.52   | 3    | DNF     | —    | —       | —         |
|                   | 91  | SUI Maurizio Nicoli   | DNS     | —    | —       | —    | —       | —         |
|                   | 66  | AUT Dietmar Dorn      | DNF     | —    | —       | —    | —       | —         |
|                   | 68  | FRA Frederic Francois | DNF     | —    | —       | —    | —       | —         |
|                   | 69  | FRA Cyril More        | DNF     | —    | —       | —    | —       | —         |
|                   | 72  | FRA Yohann Taberlet   | DNF     | —    | —       | —    | —       | —         |
|                   | 75  | JPN Akira Kano        | DNF     | —    | —       | —    | —       | —         |
|                   | 76  | JPN Takeshi Suzuki    | DNF     | —    | —       | —    | —       | —         |
|                   | 77  | CAN Caleb Brousseau   | DNF     | —    | —       | —    | —       | —         |
|                   | 79  | USA Jasmin Bambur     | DNF     | —    | —       | —    | —       | —         |
|                   | 82  | GER Georg Kreiter     | DNF     | —    | —       | —    | —       | —         |
|                   | 83  | CRO Dino Sokolović    | DNF     | —    | —       | —    | —       | —         |
|                   | 85  | CAN Kurt Oatway       | DNF     | —    | —       | —    | —       | —         |
|                   | 86  | CZE Oldřich Jelínek   | DNF     | —    | —       | —    | —       | —         |
|                   | 87  | SUI Christoph Kunz    | DNF     | —    | —       | —    | —       | —         |
|                   | 70  | AUT Philipp Bonadiman | DSQ     | —    | —       | —    | —       | —         |
|                   | 89  | KOR Park Jong-Seork   | DSQ     | —    | —       | —    | —       | —         |

### Atletas em pé
| Pos.              | Bib | Atleta                      | Slalom  | Pos. | Super-G | Pos. | Total   | Diferença |
| ----------------- | --- | --------------------------- | ------- | ---- | ------- | ---- | ------- | --------- |
| Medalha de ouro   | 48  | RUS Alexey Bugaev           | 50.30   | 1    | 1:19.42 | 2    | 2:09.72 | —         |
| Medalha de prata  | 44  | AUT Matthias Lanzinger      | 52.43   | 3    | 1:18.39 | 1    | 2:10.82 | +1.10     |
| Medalha de bronze | 52  | AUS Toby Kane               | 53.52   | 5    | 1:20.62 | 3    | 2:14.14 | +4.42     |
| 4                 | 56  | NZL Adam Hall               | 53.00   | 4    | 1:21.36 | 5    | 2:14.36 | 4.64      |
| 5                 | 51  | AUS Mitchell Gourley        | 53.63   | 6    | 1:20.75 | 4    | 2:14.38 | +4.66     |
| 6                 | 45  | FRA Cedric Amafroi-Broisat  | 54.64   | 9    | 1:21.60 | 7    | 2:16.24 | +6.52     |
| 7                 | 59  | AUT Martin Wuerz            | 54.55   | 8    | 1:23.39 | 10   | 2:17.94 | +8.22     |
| 8                 | 58  | SVK Martin France           | 57.09   | 14   | 1:21.55 | 6    | 2:18.64 | +8.92     |
| 9                 | 47  | JPN Hiraku Misawa           | 56.03   | 11   | 1:22.63 | 8    | 2:18.66 | +8.94     |
| 10                | 46  | JPN Gakuta Koike            | 56.52   | 12   | 1:22.96 | 9    | 2:19.48 | +9.76     |
| 11                | 60  | AUT Thomas Grochar          | 55.46   | 10   | 1:25.92 | 14   | 2:21.38 | +11.66    |
| 12                | 57  | CAN Kirk Schornstein        | 57.62   | 17   | 1:24.45 | 11   | 2:22.07 | +12.35    |
| 13                | 61  | USA James Stanton           | 57.44   | 15   | 1:25.21 | 13   | 2:22.65 | +12.93    |
| 14                | 64  | ITA Hansjörg Lantschner     | 1:05.88 | 18   | 1:24.78 | 12   | 2:30.66 | +20.94    |
|                   | 49  | SUI Michael Brügger         | 57.56   | 16   | DNS     | —    | —       | —         |
|                   | 55  | SUI Thomas Pfyl             | 56.92   | 13   | DNS     | —    | —       | —         |
|                   | 41  | FRA Romain Riboud           | 54.38   | 7    | DNF     | —    | —       | —         |
|                   | 43  | CAN Braydon Luscombe        | 52.17   | 2    | DNF     | —    | —       | —         |
|                   | 42  | RUS Alexander Alyabyev      | DNF     | —    | —       | —    | —       | —         |
|                   | 50  | FRA Vincent Gauthier-Manuel | DNF     | —    | —       | —    | —       | —         |
|                   | 53  | RUS Alexander Vetrov        | DNF     | —    | —       | —    | —       | —         |
|                   | 54  | CAN Matt Hallat             | DNF     | —    | —       | —    | —       | —         |
|                   | 62  | SUI Christophe Brodard      | DNF     | —    | —       | —    | —       | —         |
|                   | 63  | POL Andrzej Szczesny        | DNF     | —    | —       | —    | —       | —         |
|                   | 65  | SUI Jochi Röthlisberger     | DNF     | —    | —       | —    | —       | —         |

### Deficientes visuais
| Pos.              | Bib | Atleta                                                    | País                | Slalom  | Pos. | Super-G | Pos. | Total   | Diferença |
| ----------------- | --- | --------------------------------------------------------- | ------------------- | ------- | ---- | ------- | ---- | ------- | --------- |
| Medalha de ouro   | 30  | Valerii Redkozubov Guia: Evgeny Geroev                    | RUS Rússia          | 50.60   | 1    | 1:25.27 | 4    | 2:15.87 | —         |
| Medalha de prata  | 34  | Mark Bathum Guia: Cade Yamamoto                           | USA Estados Unidos  | 59.92   | 5    | 1:17.46 | 1    | 2:17.38 | +1.51     |
| Medalha de bronze | 29  | Gabriel Juan Gorce Yepes Guia: Josep Arnau Ferrer Ventura | ESP Espanha         | 56.22   | 2    | 1:24.14 | 3    | 2:20.36 | +4.49     |
| 4                 | 36  | Radomir Dudas Guia: Michal Cerven                         | SVK Eslováquia      | 57.44   | 4    | 1:23.91 | 2    | 2:21.35 | +5.48     |
| 5                 | 38  | Maciej Krezel Guia: Anna Ogarzynska                       | POL Polônia         | 56.49   | 3    | 1:26.09 | 5    | 2:22.58 | +6.71     |
| 6                 | 37  | Michal Beladic Guia: Filip Motyka                         | SVK Eslováquia      | 1:02.68 | 6    | 1:29.52 | 6    | 2:32.20 | +16.33    |
| 7                 | 40  | Patrik Hetmer Guia: Miroslav Macala                       | CZE República Checa | 1:14.69 | 7    | 1:36.61 | 7    | 2:51.30 | +35.43    |
|                   | 28  | Jakub Krako Guia: Martin Motyka                           | SVK Eslováquia      | DNF     | —    | —       | —    | —       | —         |
|                   | 31  | Mac Marcoux Guia: Robin Femy                              | CAN Canadá          | DNF     | —    | —       | —    | —       | —         |
|                   | 32  | Yon Santacana Maiztegui Guia: Miguel Galindo Garcés       | ESP Espanha         | DNF     | —    | —       | —    | —       | —         |
|                   | 33  | Alessandro Daldoss Guia: Luca Negrini                     | ITA Itália          | DNF     | —    | —       | —    | —       | —         |
|                   | 35  | Ivan Frantsev Guia: German Agranovskii                    | RUS Rússia          | DNF     | —    | —       | —    | —       | —         |
|                   | 39  | Marek Kubacka Guia: Natalia Karpisova                     | SVK Eslováquia      | DNF     | —    | —       | —    | —       | —         |
|                   | 27  | Miroslav Haraus Guia: Maros Hudik                         | SVK Eslováquia      | DSQ     | —    | —       | —    | —       | —         |

Legenda
| Recorde mundial      | Recorde mundial (World record)               |                       | Recorde africano                      | Recorde africano (African) |                                           | Q | Classificado por posição (Qualified) |
| Recorde olímpico     | Recorde olímpico (Olympic record)            | Recorde da América    | Recorde da América (Americas)         | q                          | Classificado por melhor tempo (Qualified) |   |                                      |
| Melhor marca do ano  | Melhor marca do ano (World leading)          | Recorde asiático      | Recorde asiático (Asian)              | DNS                        | Não largou (Did not start)                |   |                                      |
| Recorde nacional     | Recorde nacional (National record)           | Recorde europeu       | Recorde europeu (European)            | DNF                        | Não terminou (Did not finish)             |   |                                      |
| Recorde pessoal      | Recorde pessoal do atleta (Personal best)    | Recorde da Oceania    | Recorde da Oceania (Oceania)          | DSQ / DQ                   | Desclassificado (Disqualified)            |   |                                      |
| Recorde da temporada | Recorde da temporada do atleta (Season best) | Recorde sul-americano | Recorde sul-americano (South America) | NM                         | Sem marca (No mark)                       |   |                                      |